# Sveti Petar (żupania varażdińska)
Sveti Petar – wieś w Chorwacji, w żupanii varażdińskiej, w gminie Mali Bukovec. W 2011 roku liczyła 710 mieszkańców.